# Wasilij Zieńkowski
Wasilij Wasiljewicz Zieńkowski (ur. w 1881 w Płoskirowie, zm. 5 sierpnia 1962 w Paryżu) – rosyjski filozof. Obok książki Nikołaja Łosskiego dzieło prof. W. Zieńkowskiego Historia filozofii rosyjskiej uchodzi za najbardziej fundamentalną rozprawę w zakresie dziejów filozofii w Rosji.